# Palmas (Francia)
Palmas è un comune francese soppresso e frazione del dipartimento dell'Aveyron della regione dell'Occitania. Dal 1º gennaio 2016 si è fuso con i comuni di Coussergues e Cruéjouls per formare il nuovo comune di Palmas-d'Aveyron.

## Società

### Evoluzione demografica
Abitanti censiti